# Вулиця Захисників України (Тернопіль)
Вулиця Захисників України — вулиця в житловому масиві «Сонячний» міста Тернополя. До 11 липня 2022 року — вулиця Пушкіна.

## Відомості
Розпочинається від вулиці Генерала Мирона Тарнавського, пролягає на південний схід, згодом — на схід до вулиці Богдана Лепкого, де і закінчується. На вулиці розташовані багатоповерхівки.

## Освіта
- Тернопільська музична школа № 2 імені Михайла Вербицького (Захисників України, 4)